# Fabrizio Barbazza

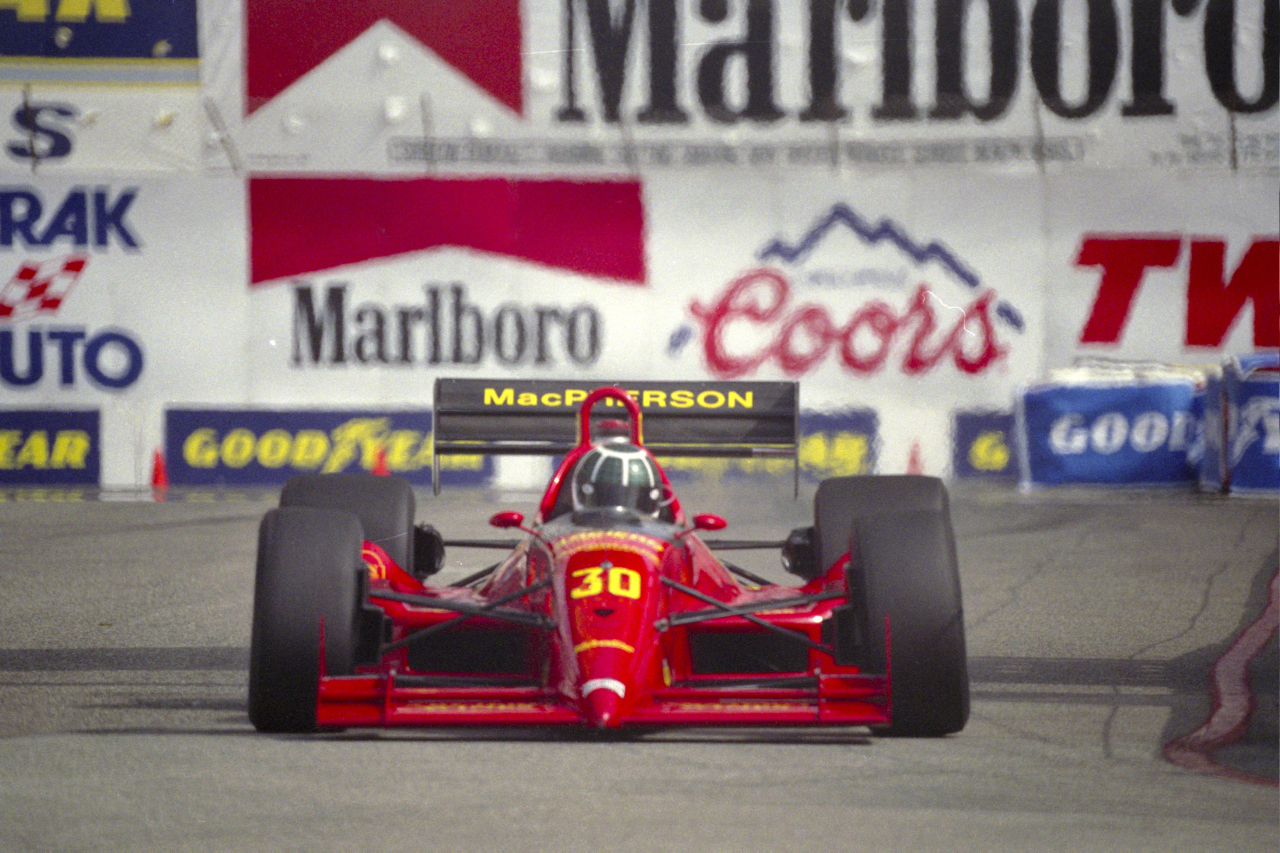
Barbazza in de Grand Prix van Long Beach in 1992

Fabrizio Barbazza (Monza, 2 april 1963) is een voormalig Italiaans autocoureur. Hij maakte zijn Formule 1-debuut in 1991 bij AGS en nam deel aan 20 Grands Prix waarvan hij er acht mocht starten. Hij scoorde 2 punten.
In zijn tienerjaren reed hij hoofdzakelijk motorcross maar in 1982 begon hij met racen in de Formule Monza. Het volgende jaar stapte hij over naar de Italiaanse Formule 3 en werd zesde in de klasse in 1984. In 1985 won hij vier races en werd hij vijfde in het eindklassement. Hij ging in de Verenigde Staten in de American Racing Series rijden, waar hij vier races en het kampioenschap won bij zijn debuut. In de CART werd hij in 1987 Rookie Of The Year.
In 1990 ging hij in de Formule 3000 rijden, waarop hij een jaar later de kans kreeg om voor AGS in de Formule 1 te komen rijden. Hij wist zich voor geen enkele race te kwalificeren maar kon in 1993 nog wel aan de slag bij Minardi. Hij scoorde tweemaal punten in de eerste vier races.
Hij was betrokken in een zwaar ongeval toen hij in 1995 in een Ferrari sportauto in de Verenigde Staten reed. Hij had zware verwondingen aan het hoofd en borst, waardoor hij in een tijdje in een coma gelegen heeft. Hij herstelde volledig maar ging nooit meer racen. Hij startte een karting-circuit in Monza en begon met het ontwerpen van vangrails.